# Arturo Márquez

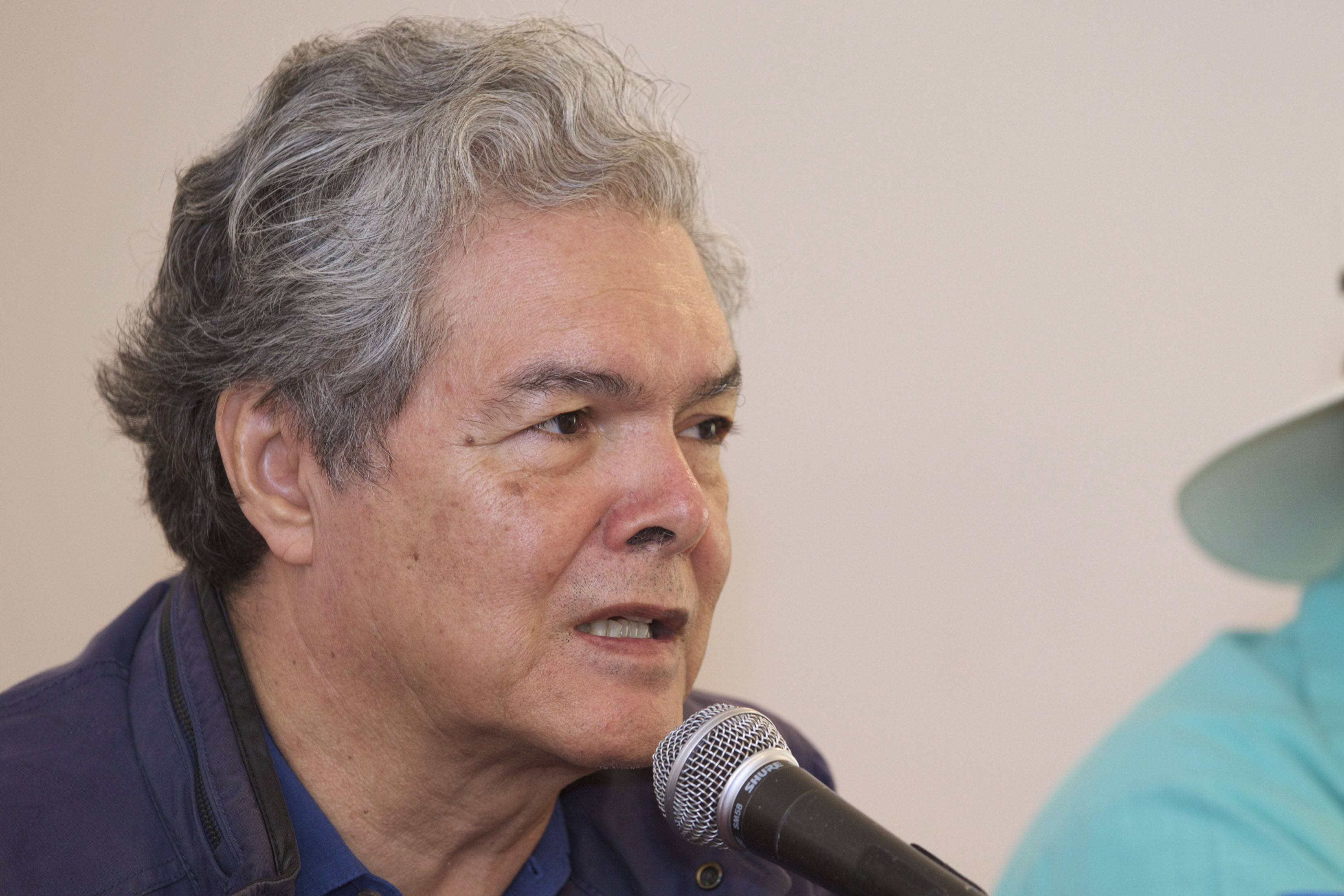
Arturo Márquez, 2017

Jesús Arturo Márquez Navarro (* 20. Dezember 1950 in Álamos) ist ein mexikanischer Komponist. Er ist besonders bekannt für seine sinfonischen Werke, die Idiome mexikanischer Volksmusik in den Orchesterklang integrieren.

## Leben
Márquez wurde als ältestes von neun Kindern eines Mariachi-Musikers in Álamos in der nordmexikanischen Provinz Sonora geboren. Auch sein Großvater war Musiker und spielte mexikanische Volks- und Salonmusik; er war also schon in seiner Kindheit mit mehreren musikalischen Stilen vertraut und erhielt in Mexiko ersten Klavierunterricht. Später wanderte die Familie nach Kalifornien aus und ließ sich in La Puente in der Nähe von Los Angeles nieder, wo Márquez die High School besuchte und im Alter von 14 Jahren mit dem Spiel der Posaune und kurze Zeit später auch der Tuba begann und außerdem auch Geigenunterricht erhielt.
Im Alter von 17 Jahren kehrte er im September 1968 gemeinsam mit seiner Familie nach Mexiko zurück. Die Familie ließ sich in Navojoa in Sonora nieder. Dort spielte Márquez Posaune in der Banda Municipal und wurde kurze Zeit später auch deren Leiter. 1970 zog er nach Mexiko-Stadt und studierte dort bis 1975 am Conservatorio Nacional de Música und legte das Staatsexamen als ausübender Künstler im Fach Klavier ab. Währenddessen heiratete er die Harfenistin Lidia Tamayo und bekam zwei Kinder mit ihr. Anschließend studierte er Komposition am Instituto Nacional de Bellas Artes bei Federico Ibarra, Joaquín Gutiérrez Heras und Héctor Quintanar. 1980 gewannen Márquez und Lidia Tamayo ein Stipendium der französischen Regierung. Márquez vertiefte daraufhin für zwei Jahre sein Kompositionsstudium am Pariser Konservatorium bei Jacques Castérède und Ivo Malec. Anschließend kehrte Márquez nach Mexiko-Stadt zurück. Er machte sich einen Namen als Komponist elektroakustischer Musik. Schließlich bekam er in den USA ein Fulbright-Stipendium und erwarb einen Masterabschluss in Komposition am California Institute of the Arts in Valencia, Kalifornien, wo er bei Morton Subotnick, Mel Powell, Lucky Mosko und James Newton studierte.
Márquez war in Mexiko schon als Komponist etabliert, als er mit der Reihe von Danzones in den frühen 1990er Jahren seinen internationalen Durchbruch feierte. Die Kompositionen basieren auf Volksmusik aus Kuba und der Region Veracruz in Mexiko; besonders Danzón Nr. 2 führte Márquez zu Weltruhm, nachdem ihn Gustavo Dudamel mit seinem Jugendorchester auf seiner Tournee in Europa und den USA immer wieder spielte. In der Folge kamen in den letzten Jahren auch andere Werke des Komponisten ins öffentliche Bewusstsein und auf die Konzertbühnen, besonders in Lateinamerika.
Márquez’ Musik wird inzwischen von zahlreichen Solisten, Kammerensembles und Orchestern weltweit aufgeführt; er erhielt Aufträge von der Universidad Metropolitana de México, dem Festival Cervantino, dem Festival del Caribe und Stipendien von der Rockefeller Foundation und dem Consejo Nacional para la Cultura y las Artes (CONACULTA). Er wurde mit zahlreichen bekannten Preisen ausgezeichnet, darunter dem Premio Nacional de Ciencias y Artes in Mexiko, der Mozart-Medaille der österreichischen Botschaft und dem California Institute of the Arts Distinguished Alumnus Award. 2005 wurde zu seinen Ehren das Arturo Marquez International Music Festival gegründet. Die Kantate Sueños wurde vom Orchester und Chor der Universität Bremen am 29. Januar 2018 in der Bremer Glocke zum ersten Mal in Europa aufgeführt.
Zurzeit lebt Márquez mit seiner Familie in Mexiko-Stadt und unterrichtet an der National University of Mexico, der Superior School of Music und dem CENIDIM (National Center of Research, Documentation and Information of Mexican Music).

## Werke (Auswahl)
- Leyenda De Miliano, für Orchester
- Danzón No. 1, für Orchester
- Danzón no. 2, für Orchester
- Espejos en la Arena, für Violoncello und Orchester
- Danzón no. 3, für Flöte, Gitarre und kleines Orchester
- Danzón no. 4, für Kammerorchester
- Zarabandeo, für Klarinette und Klavier
- Son a tamayo, für Harfe, Percussion und Tonband (aufgeführt 1996 beim World Harp Congress)
- Danza de Mediodía, für Bläserquintett
- En Clave, für Klavier
- Homenaje a Gismonti, für Streichquartett
- Paisajes bajo el signo de cosmos, für Orchester
- Danzón No. 8, Homenaje to Maurice, für Orchester
- Conga del Fuego Nuevo, für Orchester
- Sueños Kantate für gemischten Chor, Tänzer, Schauspieler, Mezzosopran, Bariton und Symphonieorchester (2017), erste Fassung unter dem Titel Sueños: todavía (2005)